# Euroclub
Euroclub è una casa editrice italiana specializzata nella vendita per corrispondenza di libri, fondata nel 1955 come succursale dalla casa editrice Bertelsmann e dal 1999 incorporata nel gruppo Mondadori (che possiede anche l'altra principale casa editrice specializzata nel settore, il Club degli Editori).
Euroclub pubblica prevalentemente riedizioni di romanzi contemporanei già pubblicati in precedenza da altri editori (in genere in formato cartonato con sovracoperta), proposte per l'acquisto ai soci del Club in una forma di abbonamento. L'affiliazione, per permettere al cliente di ottenere sconti più alti delle altre case editrici, prevede l'acquisto obbligatorio per il cliente di almeno un libro ogni 2-3 mesi scelto dal catalogo (ne vengono automaticamente inviati due preselezionati da Euroclub nel caso il cliente non ne scelga alcuno). La disdetta dall'abbonamento può avvenire solo dopo un acquisto minimo di 10 libri (o in caso di recesso entro 14 giorni dalla ricezione dei libri secondo le norme sulla vendita per corrispondenza).

## Storia
Euroclub è stata fondata nel 1975 come succursale dalla casa editrice Bertelsmann, una multinazionale tedesca leader del mercato.
La sua natura rispecchia i "book club" nati negli Stati Uniti negli anni trenta, quando la lettura e l'accesso alle librerie era riservato a un pubblico d'élite. I "book club" si affiancarono alle distribuzioni di libri in edicola per incentivare alla lettura anche le persone meno abbienti offrendo edizioni a prezzo economico.
Dal 1999 è entrata a far parte della società Mondolibri S.p.A. - fondata dalla Arnoldo Mondadori Editore in collaborazione con Bertelsmann AG - che nello stesso anno ha acquisito anche l'altra principale azienda specializzata nel settore in Italia, il Club degli Editori. Dal 1º luglio 2011 Mondolibri S.p.A. è stata incorporata nella società Mondadori Retail S.p.A.
Nel 2016 Mondadori Retail è stata multata dall'Antitrust con una sanzione di 100 000 euro per pratiche commerciali scorrette. L'associazione Codacons aveva difatti segnalato che, a partire da giugno 2014, i promoters incaricati per l'adesione a Euroclub fornivano informazioni incomplete ai consumatori, i quali poi ricevevano materiale non richiesto del marchio Mondolibri.